# 竜王村 (大分県)
竜王村（りゅうおうむら）は、大分県宇佐郡にあった村。現在の宇佐市の一部にあたる。

## 地理
- 河川：深見川[2]
- 山岳：竜王山[2]

## 歴史
- 1889年（明治22年）4月1日、町村制の施行により、宇佐郡竜王村、今井村、大村、有徳原村、西衲村、野山村、森村、鳥越村、中山村、田ノ口村、辻村、恒松村、大仏村が合併して村制施行し、竜王村が発足[1][2]。旧村名を継承した竜王、今井、大村、有徳原、西衲、野山、森、鳥越、中山、田ノ口、辻、恒松、大仏の13大字を編成[2]。
- 1951年（昭和26年）4月1日、竜王村を二分割し、大字恒松・竜王・田ノ口・大仏・辻は安心院町に編入され、大字今井・大村・有徳原・西衲・野山・森・鳥越・中山は宇佐郡明治村と合併し、深見村を新設して廃止された[1][2]。

### 地名の由来
竜王山による。

## 産業
- 農業[2]

## 教育
- 1890年（明治23年）鳥越尋常小学校（大字鳥越字長浄寺）開校[2]